# Mohamed Amine Tougai
Mohamed Amine Tougai (ar. محمد أمين توقاي; ur. 22 stycznia 2000 w Bouroubie) – algierski piłkarz grający na pozycji środkowego obrońcy. Od 2020 jest piłkarzem klubu Espérance Tunis.

## Kariera piłkarska
Swoją piłkarską karierę Tougai rozpoczął w klubie NA Hussein Dey. 15 stycznia 2019 zadebiutował w jego barwach algierskiej Première Division w przegranym 1:4 wyjazdowym meczu z USM Algier. W Hussein Dey grał do końca 2019 roku.
Na początku 2020 roku Tougai  został piłkarzem tunezyjskiego Espérance Tunis. Swój debiut w nim zaliczył 19 lutego 2020 w wygranym 2:0 wyjazdowym meczu z CA Bizertin. W sezonach 2019/2020 i 2020/2021 wywalczył z nim dwa mistrzostwa Tunezji.
| Sezon   | Klub            | Kraj     | Rozgrywki         | Mecze | Gole |
| ------- | --------------- | -------- | ----------------- | ----- | ---- |
| 2018/19 | NA Hussein Dey  | Algieria | Première Division | 14    | 1    |
| 2019/20 | NA Hussein Dey  | Algieria | Première Division | 4     | 0    |
| 2019/20 | Espérance Tunis | Tunezja  | CLP-1             | 5     | 0    |
| 2020/21 | Espérance Tunis | Tunezja  | CLP-1             | 10    | 0    |

## Kariera reprezentacyjna
W reprezentacji Algierii Tougai zadebiutował 24 grudnia 2021 w wygranym 2:0 meczu Pucharu Narodów Arabskich 2021 z Libanem, rozegranym w Al-Wakra. W meczu grupowym pucharu z Egiptem (1:1) strzelił pierwszego gola w kadrze narodowej. Wraz z Algierą wygrał ten puchar. W 2022 roku został powołany do kadry na Puchar Narodów Afryki 2021. Nie rozegrał jednak na nim żadnego meczu.